# Siergiej Szarikow
Siergiej Aleksandrowicz Szarikow (ros. Сергей Александрович Шариков; ur. 18 czerwca 1974 w Moskwie, zm. 6 czerwca 2015 w Tarusie) – rosyjski szermierz, szablista, czterokrotny medalista olimpijski, wielokrotny medalista mistrzostw świata i Europy.
Podczas igrzysk olimpijskich w Atlancie w 1996 roku razem ze Stanisławem Pozdniakowem i Grigorijem Kirijenko wywalczył złoty medal w zawodach drużynowych. Zajął tam także drugie miejsce indywidualnie, przegrywając w finale z Pozdniakowem 12:15. Na rozgrywanych cztery lata później igrzyskach olimpijskich w Sydney Szarikow, Pozdniakow i Aleksiej Frosin ponownie zwyciężyli w turnieju drużynowym. W zawodach indywidualnych zajął tym razem dziesiąte miejsce. Brał też udział w igrzyskach olimpijskich w Atenach w 2004 roku reprezentacja Rosji w składzie: Siergiej Szarikow, Aleksiej Djaczenko, Stanisław Pozdniakow i Aleksiej Jakimienko zajęła drużynowo trzecie miejsce. W turnieju indywidualnym był tam ósmy.
Na mistrzostwach świata w Hadze w 1995 roku razem z Pozdniakowem, Grigorijem Kirijenko i Aleksandrem Szyrszowem wywalczył srebrny medal w zawodach drużynowych. W tej samej konkurencji zdobywał następnie złote medale na mistrzostwach świata w Nîmes (2001), mistrzostwach świata w Lizbonie (2002) i mistrzostwach świata w Hawanie (2003), srebrny podczas mistrzostw świata w Kapsztadzie (1997) i brązowy podczas mistrzostw świata w Seulu (1999). Ponadto zdobył brązowy medal indywidualnie na mistrzostwach świata w La Chaux-de-Fonds (1998), plasując się za Włochami: Luigim Tarantino i Raffaello Casertą.
Wielokrotnie zdobywał także medale mistrzostw Europy, w tym złote: indywidualnie i drużynowo na mistrzostwach Europy w Funchal (2000) oraz drużynowo na mistrzostwach Europy w Koblencji (2001), mistrzostwach Europy w Moskwie (2002) i mistrzostwach Europy w Kopenhadze (2004).
Zginął w wypadku samochodowym.

## Starty olimpijskie (medale)
Atlanta 1996
- szabla drużynowo -  złoto
- szabla indywidualnie -  srebro

Sydney 2000
- szabla drużynowo -  złoto

Ateny 2004
- szabla drużynowo -  brąz